# Зэра Яыкоб
Зэра Яыкоб (Зара-Якоб, в пер. с амхара — Семя Иакова; род. 1399 г. — ум. 1468 г.) — негус (император) Эфиопии, религиозный писатель.

## История
Один из значительнейших правителей Эфиопии. Тронное имя — Куастантынос (Константин) І. Сын императора Давида I. Родился в местечке Тулк, современного эфиопского района Оромия. После смерти отца был заключён в тюрьму своим старшим братом, императором Теодором I, но не был исключен из очереди престолонаследования.
Провозглашён императором в 1434 году, коронован в Аксуме в 1436 году. После раскрытия заговоров против своей власти сместил нескольких губернаторов провинций, подчинив эти территории своим дочерям. Царствование Зэра Яыкоба протекало в борьбе с сепаратистскими выступлениями, борьбой с мусульманскими соседями и религиозно-еретическими движениями. Был женат на Елене, дочери Мехмета, царя Хадии.
Император провёл несколько реформ (административную, церковную и др.), упрочивших централизованную власть над страной, были разрешены разногласия внутри церкви и она стала подконтрольна императору, получив при этом значительные земельные владения. Была утверждена верховная власть императора на землю, в то же время Зэра Яыкоб щедро раздавал её своим сторонникам.
В 1445 году Зэра Яыкоб разгромил войско Баглай-ад-дина, султана Адала, государства, созданного народом афар, укрепил влияние Эфиопии на юге среди народа сидамо, затем предпринимал безуспешные походы на север, против племён агау и фалаша. Приблизительно в 1456 году он, приняв яркий свет в небе (видимо, комету Галлея) за знамение, основывает город Дэбрэ-Бырхан («Гора света») и делает его своей столицей. На окраинах своей империи Зэра Яыкоб основывает монастыри и военные поселения. В 1453 году на императора было совершено покушение, после которого Зэра Яыкоб, уже отличавшийся к концу своего царствования склонностью к деспотизму, стал с особой жестокостью преследовать своих противников и критиков.
Рьяный религиозный император, Зэра Яыкоб развязал жестокий террор против «еретиков» и «язычников». Стефаниты, представители нестяжательского обновленческого течения в эфиопской церкви, приговаривались им к пыткам и побиванию камнями; в числе прочих, императором были казнены за «поклонение Дасаку» четыре собственных сына. Незадолго до своей смерти Зэра Яыкоб замучил до смерти одну из своих жён, обвинённую в заговоре, и чуть не казнил её сына Бэыдэ Марьяма за проведение заупокойной обедни по матери. Впрочем, конфликт был улажен, и Бэыдэ Марьям был назван Зэра Яыкобом своим официальным преемником.
Отправленные Зэра Яыкобом посольства, возглавляемые сицилийцем Пьетро Ромбуло, посещали Индию, Рим и Арагон. Кроме того, во время правления Зэра Яыкоба делегация Эфиопской церкви, по приглашению папы Евгения IV, посетила Флорентийский церковный собор. Зэра Яыкоб покровительствовал церковной культуре и литературе; он известен также как писатель, создатель религиозно-дидактических сочинений. В числе писаний Зэра Яыкоба — три значительных богословских трактата: «Книга Света», «Книга Рождества» и «Книга Троицы».
Борис Тураев и Василий Болотов сравнивали правление Зэра Яыкоба с испанским королём Филиппом II.
Зэра Яыкоб присутствует в компьютерной игре Civilization IV: Beyond the Sword в качестве лидера эфиопской цивилизации.